# 신미 (승려)
신미(信眉)는 조선 초기의 승려이다. 속명은 김수성(金守省), 본관은 영동(永東)이다.
수양대군과 안평대군의 존경을 받았다는 기록이 있다. 영동 김씨 족보에는 신미가 집현전 학자로 활동했다고 기록되어 있지만, 조선왕조실록 등 정사에는 그런 기록이 없다. 신미 대사가 훈민정음 창제를 혼자 주도적으로 했다는 증거는 없다.

## 한글과의 관계
세종실록에는 신미의 동생 김수온이 수양대군과 안평대군과 함께 불서를 번역했다는 기록이 있다. 또한 평창 상원사 중창권선문에도 한글이 있는 것으로 봐서 신미가 불경의 언해본을 만드는 데에 관여했던 것으로 보이는 등 일정한 관여 사실은 인정되어 보인다.
2002년 노태조는 《훈민정음》보다 앞선 1438년에 간행한 《원각선종석보》(圓覺禪宗釋譜)를 발견했다고 발표했다. 이를 바탕으로 2014년 소설가 정찬주는 훈민정음 자체를 신미가 만들었다는 내용의 소설 《천강에 비친 달》을 발표했다. 2019년에는 비슷한 내용의 영화 《나랏말싸미》가 개봉했다. 하지만 《원각선종석보》는 15세기 당시의 한국어 어법과 표기와 들어맞지 않기 때문에 후대에 만든 위작으로 추정된다.

## 신미가 등장하는 작품
- 드라마 《왕과 비》 (KBS, 1998년~2000년 배우: 양영준)
- 영화 《나랏말싸미》 (2019, 배우: 박해일)
- 뮤지컬 《나랏말싸미》 2018년 9월 제작공연(작연출/박한열. 배우: 이영욱). 공연장소 - 영동군 국악체험촌 우리소리관 공연장